# Mammillaria boelderliana
Mammillaria boelderliana (укр. Мамілярія белдерліана, мамілярія Белдерла) — сукулентна рослина з роду мамілярія родини кактусових.

## Етимологія
Видова назва дана на честь німецького колекціонера з Мюнхена Рудольфа Белдерла (нім. Rudolf Bölderl).

## Близькі види
Хант пов'язує цей вид з Mammillaria lloydii. Його також вважають близьким до Mammillaria uncinata.

## Ареал
Mammillaria boelderliana є ендемічною рослиною Мексики. Ареал розташований на північному сході штату Сакатекас, біля Посо де Гамбоа, на висоті до 2 300 метрів над рівнем моря.

## Морфологічний опис
Рослини одиночні, мініатюрні, більша частина яких знаходиться під землею, ніж над поверхнею.

Коріння — коренебульбоплідне, дуже довге і товсте, довжиною 7-10 см або довше.
| Орган     | Опис |
| Коріння   | коренебульбоплідне, дуже довге і товсте, 7-10 см завдовжки або довше. |
| Стебло    | плоске до приплюснуто-кулястого, заввишки 1-3 см, в діаметрі 2,5-3,5 (рідко 5,5) см. |
| Епідерміс | синьо-зелений. |
| Маміли    | широко розведені, конічні. |
| Ареоли    | |
| Аксили    | голі. |
| Колючки   | 4-5, зазвичай 4, голчасті, від жовтувато-коричневих до сіро-коричневих з темнішими кінцями, 4-7 мм завдовжки, що розходяться променями в сторони, нижні довші, прямі або трохи зігнуті. |
| Квіти     | воронкоподібні, брудно-білі з тонкими рожевими центральними прожилками, 18-20 мм завдовжки, 20-24 м в діаметрі, тичинки жовті.                                                          |
| Плоди     | грушоподібні, червоні, 7-10 мм завдовжки. |
| Насіння   | темно-коричневі або чорне. |

## Охоронні заходи
Mammillaria boelderliana входить до Червоного Списку Міжнародного Союзу Охорони Природи видів, даних про які недостатньо (DD).
Охороняється Конвенцією про міжнародну торгівлю видами дикої фауни і флори, що перебувають під загрозою зникнення (CITES).

## Утримання в культурі
Це повільно зростаюча рослина. У культурі навіть після кількох років стебло над поверхнею землі буде не більше, ніж приблизно 6 або 7 см в діаметрі, і ще менше у висоту, а в дикому вигляді — тільки половина цього розміру. Реальне зростання цього кактуса в цей момент відбувається під землею, де розвивається пальцеподібний корінь, до 10 см або більше завдовжки.
Горщик має бути не великий, але глибокий.